# Орешково (Луховицкий район)
Орешково — посёлок (до 2011 года — деревня) в Луховицком районе Московской области. Относится к сельскому поселению Газопроводское. До 2004 года входил в состав Алпатьевского сельского округа. 

## География
Расположен на левом берегу реки Мечи.

## История
В соответствии с постановлением Губернатора Московской области от 22.03.2011 № 16-ПГ деревня была объединена с посёлком совхоза «Орешково» в единый сельский населённый пункт — деревню Орешково — с последующим её преобразованием в посёлок Орешково.

## Население
| 2002 | 2006 | 2010 |
| ---- | ---- | ---- |
| 46   | ↘34  | ↗61  |

По данным Всероссийской переписи 2010 года суммарная численность постоянного населения двух населённых пунктов составила 731 человек.

## Инфраструктура
Личное подсобное хозяйство с зоной сельскохозяйственного использования, индивидуальная застройка усадебного типа.
Основа экономики — сельское хозяйство.

В Орешково функционируют детский сад (МДОУ № 27), школа.

## Улицы
Луговая, Новая, Парковая, Речная, Сиреневая, Центральная.